# Morgan Rogers
Morgan Rogers (ur. 26 lipca 2002 w Halesowen) – angielski piłkarz grający na pozycji pomocnika w  Aston Villa.

## Kariera klubowa

### Aston Villa
1 lutego 2024 roku 21-letni Rogers podpisał kontrakt z klubem Premier League Aston Villa za nieujawnioną kwotę, która według doniesień wyniosła 8 mln funtów, potencjalnie wzrastając do 15 mln funtów po dodatkach związanych z wynikami. Manchester City miał prawo do 25% kwoty, ze względu na klauzulę sprzedaży w pierwotnym transferze do Middlesbrough. 3 lutego Rogers zadebiutował w Premier League jako rezerwowy w wygranym 5–0 meczu wyjazdowym z Sheffield United.
6 kwietnia 2024 roku Rogers strzelił swojego pierwszego gola dla Aston Villi w zremisowanym 3–3 meczu z Brentford. 29 stycznia 2025 roku zdobył swojego pierwszego gola w Lidze Mistrzów UEFA, strzelając hat-tricka, w tym dwie bramki w ciągu pierwszych pięciu minut meczu, podczas zwycięstwa 4–2 nad Celtikiem, w którym został wybrany piłkarzem meczu. Dzięki temu został drugim najmłodszym angielskim piłkarzem, który zdobył hat-tricka w tych rozgrywkach.